# Водочный соус
Водочный соус (англ. Vodka sauce) — соус итало-американской кухни, изготовлен из однородного томатного соуса, томатной пасты или помидоров, водки, типичных итальянских трав и жирных сливок (что придаёт соусу его отличительный оранжевый цвет).
Существует много теорий, как водка попала в итальянскую кухню. Например, история о римском поваре, который якобы придумал «sauce alla vodka» в 1980-х по заказу водочной компании, стремящейся популяризировать этот напиток в Италии.
Соус используется для приготовления пасты, например, пенне алла водка. А также для пиццы и других блюд.
Считается, что из-за кислотности томатов сливки сворачиваются. Водка в блюде выступает как эмульгатор, сохраняющий однородную консистенцию соуса.